# Futbolniy Klub Tosno
O Futbolniy Klub Tosno é um clube de futebol, baseado em Tosno na Rússia. Manda seus jogos no Kirovets Stadium, que fica em uma cidade vizinha. Na temporada 2017-18 foi campeão da Copa da Rússia de Futebol e foi rebaixado a segunda divisão russa.
Mascotes do clube são um alce e um Eperlano.
Inicialmente encerrando suas atividades em 2018, o clube voltou para as atividades em 2023.

## Títulos
| NACIONAIS | NACIONAIS      | NACIONAIS | NACIONAIS  |
|           | Competição     | Títulos   | Temporadas |
| --------- | -------------- | --------- | ---------- |
| Rússia    | Copa da Rússia | 1         | 2017–18    |